# Взрывы в Днепропетровске (2012)
Взрывы в Днепропетровске — серия террористических актов, происшедших в течение нескольких часов 27 апреля 2012 года в центре Днепропетровска.
По официальным данным, в результате 4 взрывов пострадали 27 человек.

## Хроника
Бомбы злоумышленники оставляли в урнах или в сумках.
- Первый взрыв произошел приблизительно в 11:40 UTC+2[5] в центре города — на остановке трамвая № 1 «Оперный театр», расположенной на проспекте Карла Маркса недалеко от улицы Серова. Бомба была заложена в мусорный бак и взорвалась, когда к остановке подъехал трамвай[6].
- В 12:30 UTC+2 произошел второй взрыв — на «Аллее Влюбленных», расположенной по ул. Столярова, возле кинотеатра «Родина»[7].
- Третий взрыв прозвучал возле входа в парк Глобы, напротив магазина «1000 мелочей» в 12:45 UTC+2.
- Четвёртый взрыв произошел в 13:00 в том же районе, что и первый, — на проспекте Карла Маркса, около Оперного театра, также на трамвайной остановке[8].
- Пятое взрывное устройство было обезврежено до взрыва[9]. Был ли этот пакет бомбой неизвестно[10].

Официально подтверждено четыре взрыва; некоторые средства массовой информации сообщали, по горячим следам, о десяти.

## Пострадавшие
Всего пострадало 27 человек, 25 из них госпитализированы, а двое отказались:
- Во время первого взрыва пострадало 13 человек, все госпитализированы.
- Во время второго взрыва пострадали 11 человек, в том числе 9 детей, все госпитализированы.
- В третьем взрыве — 3 человека, 1 госпитализирован.
- Информации о жертвах четвёртого взрыва нет.

«Все тяжелые направлены в нашу больницу. У самого тяжелого ампутирована рука», — заявил главный врач областной Днепропетровской больницы им. Мечникова Сергей Рыженко.
По мнению экспертов, опрошенных агентством «Интерфакс» вероятнее всего, взрывы были вызваны устройствами безоболочного типа, не содержащими поражающих элементов, а полученные травмы, предположительно были нанесены обломками мусорных урн и других предметов. 3 мая Геннадий Москаль подтвердил, что бомба была основана на реакции химических элементов, она была безоболочного типа, а функцию оболочки для неё выполняла урна, в которую она была заложена.
4 мая эксперты выяснили, что первая бомба была эквивалентна 240 граммам тротила, вторая — 250 граммам, третья — 230 граммам, а четвёртая — 300 граммам.
30 апреля в СМИ появилась информация о 8 скончавшихся в больнице, но администрация города опровергла эту информацию.
3 мая в пресс-службе министерства здравоохранения Украины сообщили, что состояние 11 пострадавших можно оценить как «легкое».
По состоянию на 10 мая 2012 года в больницах оставалось ещё 8 человек.
23 мая 2012 года на пресс-конференции главный врач Днепропетровской областной клинической больницы имени И. И. Мечникова Сергей Рыженко и его заместитель по хирургической помощи Юрий Скребец сообщили, что последние два человека, пострадавшие в результате терактов в Днепропетровске и находящиеся на лечении, уже чувствуют себя хорошо и в ближайшие дни будут готовиться к выписке.
На 30 мая 2012 года в областной больнице имени Мечникова оставался один пострадавший от взрывов. Состояние пострадавшего врачи оценивали как удовлетворительное. Также в управлении прессы и информации Днепропетровской облгосадминистрации отметили, что все жертвы взрывов были обеспечены необходимой медицинской помощью и уже получили денежные выплаты на свои счета.

## Последствия
В Днепропетровске и области с 27 апреля по 2 мая запрещено проведение массовых мероприятий по распоряжению губернатора Днепропетровской области Александра Вилкула.
Отменяется и голодовка в поддержку Юлии Тимошенко, которую её сторонники планировали начать в палатках.
3 мая Николай Азаров заявил, что правительство Украины собирается увеличить финансирование мероприятий по обеспечению общественной безопасности, а также разработает общегосударственную программу защиты украинских граждан.

## Версии
Существует версия, что взрывы, произошедшие 27 апреля, и взрывы, произошедшие в ноябре 2011 года, когда погиб один человек, взаимосвязаны. Дела были объединены в одно.
1 мая политолог Вадим Карасев заявил, что возможным заказчиком взрывов является власть страны:

Тут можно рассматривать разные версии. Во-первых, взрывы выгодны тем, кто переносит внимание людей с заключения Тимошенко на борьбу с терроризмом. Опять же под предлогом угрозы терактов можно запретить акции протеста или существенно снизить численность людей, которые примут участие в митингах— Вадим Карасев
 Также Карасев не исключил, что взрывы могли быть подготовлены сторонниками Юлии Тимошенко, для дискредитации правительства.
Политолог Михаил Погребинский заявил, что политические противники не могли организовать данные взрывы:

Власть демонстративно наводит порядок. А теракты подрывают её репутацию, соответственно ей не выгодны. Оппозиция тоже не рискнула бы организовывать взрывы, так как могут быть запрещены акции протеста, которые сейчас они планируют— Михаил Погребинский
Политтехнолог Василий Стоякин высказался, что не исключается версия о причастности исламских радикалов:

Недавно президент подписал план сотрудничества с НАТО на 2012 год. Почему бы какой-то из террористических групп, связанных с мусульманскими экстремистами, не «отомстить» Украине? Тем более, что страна участвует во многих мероприятиях НАТО— Василий Стоякин
Также была выдвинута версия, согласно которой серия взрывов в Днепропетровске связана с местью за убийство бизнесмена Геннадия Аксельрода, который был застрелен в середине апреля.
Источник в органах городской милиции рассказал «Известиям», что следствие рассматривает, как наиболее вероятное, что взрывы произведены подрывником-одиночкой, неуравновешенным человеком.
Оппозиционный депутат Геннадий Москаль заявил, что:

Причина взрывов в областном центре — скрытая борьба за должность начальника Управления СБУ в Днепропетровской области— Геннадий Москаль
По словам Москаля, должность была обещана Ивану Ступаку — заместителю председателя Днепропетровской облгосадминистрации, главе Днепропетровской городской организации Партии регионов.
Чуть позже, 15 мая, депутат Днепропетровского областного совета Виктория Шилова заявила, что готова дать Службе безопасности Украины показания относительно возможной причастности к террористическим взрывам в Днепропетровске 27 апреля вице-губернатора Ивана Ступака. Вице-губернатор в свою очередь намерен подать иск в суд на Викторию Шилову за клевету.
16 мая, проведя соответствующую проверку, СБУ сообщила, что ни Шилова, ни Москаль никаких фактических данных по своему заявлению дать не смогли.

## Расследование
Для оперативного и всестороннего расследования взрывов, 27 апреля президентом Украины Виктором Януковичем был создан координационный штаб, в который вошли:
- Генеральный прокурор Украины Виктор Пшонка
- Председатель СБ Украины Игорь Калинин
- Министр внутренних дел Виталий Захарченко
- Вице-премьер — Министр здравоохранения Раиса Богатырёва
- Глава Администрации Президента Сергей Лёвочкин и др.[27]

Также в состав координационного штаба вошли следователи областных управлений органов прокуратуры, МВД и СБУ и губернатор Днепропетровской области.
Уголовное дело по признакам преступления, предусмотренного ч. 2 ст. 258 УК Украины (террористический акт), было передано для организации проведения досудебного следствия в следственное подразделение центрального аппарата Службы безопасности Украины.
По состоянию на 29 апреля 2012 года следователями СБУ по подозрению в совершении преступления разыскиваются три человека, фотороботы которых были созданы и опубликованы. Известно, что они все мужчины. Одному из них около 30 лет, другом за 40, третьему от 35 до 45 лет.
3 мая Виктор Янукович объявил о созыве штаба, который был создан по его инициативе. Также глава Украины объявил награду в 220 тысяч долларов за информацию о причастных к взрывам.
В ходе заседания штаба Виктором Януковичем было отмечено, что Служба безопасности могла бы сработать лучше, но в то же время действия милиции он считает профессиональными.
4 мая на брифинге в Киеве министр внутренних дел Украины Виталий Захарченко сообщил, что:
- По фактам взрывов прокуратурой Днепропетровской области возбуждено 4 уголовных дела, которые объединены в одно производство
- Дело расследуют следователи Главного следственного управления Службы безопасности Украины. Со стороны органов внутренних дел Украины к расследованию уголовного дела и установления лиц, причастных к указанным преступлениям, привлечено 140 следователей и 593 оперативных работника органов и подразделений ГУМВД[34]
- Было посещено более 2 тысяч квартир граждан, опрошено более 2 тысяч человек, проверено 1,5 тысячи мест хранения бытовых отходов и урн, а также 35 единиц оставленного без присмотра автотранспорта[35]
- Сотрудниками милиции были проверены 23 склада взрывчатых материалов, 59 мест проведения взрывных работ, 28 единиц автотранспорта, задействованного для перевозки взрывчатки, и лица, допущенные к работам с взрывчатыми материалами. Комиссиями с участием сотрудников органов внутренних дел было совершено инвентаризацию взрывчатых материалов. Нарушений в этой сфере не выявлено[36].

Также было подтверждено, что бомбы были самодельными взрывными устройствами фугасного действия и что последний взрыв был самым сильным (первый взрыв примерно равнялся 160 граммам тротила, второй — 190, третий — 230, четвёртый — 300). В качестве поражающих элементов, по словам министра внутренних дел Украины, использовались непосредственно бетонные урны, в которые были заложены взрывные устройства.
6 мая стало известно, что версия о причастности к взрывам экстремистских организаций не подтвердилась.
12 мая был опубликован фоторобот четвёртого подозреваемого — мужчины 40-50 лет.
23 мая официальный представитель СБУ Марина Остапенко заявила, что: «…работа по розыску лиц, причастных к совершению взрывов в Днепропетровске, продолжается круглосуточно, по данному делу СБУ тесно сотрудничает с МВД и Генпрокуратурой Украины».
31 мая на брифинге в Днепропетровске заместитель генерального прокурора Украины Виктор Войцишен сообщил, что по подозрениям в организации взрывов в Днепропетровске задержаны двое местных жителей в возрасте до 40 лет, которые ранее проблем с законом не имели и с воинской службой не связаны. Министр внутренних дел Виталий Захарченко в свою очередь заявил, что лица, организовавшие взрывы, действовали из корыстных мотивов и требовали выплатить им $4,5 млн долларов США.
1 июня 2012 года, на встрече президента Украины Виктора Януковича с членами координационного штаба по расследованию взрывов, генеральным прокурором Украины Виктором Пшонкой было сообщено, что «Есть все доказательства, что эти четыре человека — непосредственно участники этого тяжкого преступления». Генпрокурор добавил, что подтверждается квалификация данного уголовного дела как терроризм. По словам Пшонки, в ближайшее время следователь намерен ставить вопрос перед судом об их аресте. Он также сообщил, что уже идут процессуальные действия с привлечением адвокатов со стороны защиты, даются показания.

 В ходе операции, СБУ и МВД вышли на след подозреваемых, после этого подозреваемые начали слать сообщения через интернет и смс. Террористы требовали 4,5 миллионов долларов и угрожали повторными взрывами в Днепропетровске. Подозреваемые требовали перевода денег на карточки, которые должны были быть выброшены с поезда в лесополосе. После того, как подозреваемые получили карточки с деньгами, им дали возможность снять небольшую сумму, чтобы удостоверится. «Игра» бы продолжалась дальше, но агрессия возросла после того, как мы ограничили их доступ к денежным ресурсам. 29 мая от подозреваемых пришло новое сообщение об угрозах взрывов на детских площадках, после этого, 30 числа было принято решение о задержании.— Игорь Калинин, глава СБУ
Как доложил главе государства генеральный прокурор, совместная следственно-оперативная группа штаба приняла все меры по раскрытию этого преступления и установления виновных.

За это время было проведено беспрецедентное количество следственных действий. Я в своей практике не помню раскрытия преступления, чтобы за такой короткий период до раскрытия была проведена такое большое, значительное количество профессиональных следственных действий, как по раскрытию этого преступления.— Виктор Пшонка 
Генпрокурор отметил, что «Сегодня следствие выясняет, насколько политические симпатии подозреваемых относятся к совершенным им преступлениям. Для этого есть у следствия основания».
2 июня четверо подозреваемых, по решению Бабушкинского (ныне — Шевченковского) районного города Днепропетровска суда, были взяты под стражу.
7 июня стало известно, что дела о взрывах в Днепропетровске в ноябре 2011 года (тогда, ночью, от взрыва урны на трамвайной остановке в центре города погиб 27 летний финансовый директор частного предприятия) и апреле объединили в одно производство.
11 июня на брифинге председатель СБУ Игорь Калинин сообщил, что уголовные дела по фактам:
- четырёх взрывов в Днепропетровске 27 апреля 2012 года,
- взрывов в Харькове 13 октября 2011 года,
- взрывов в Запорожье 21 октября 2011 года,
- взрыва в г. Днепропетровске 16 ноября 2011 года, а также уголовное дело по факту угрозы, которая была размещена 16 ноября 2011 года на одном из Интернет ресурсов, о возможном совершении взрывов в г. Донецк, объединены в одно производство.[48]

Председатель сообщил, что для этого есть все основания, основанные на доказательствах, собранных в ходе досудебного следствия, в частности, результатах судебных экспертиз, воспроизведенных с участием подозреваемых, которые были проведены в Харькове, Запорожье и Днепропетровске, записях видеокамер с улиц и помещений, где происходили взрывы.

## Подозреваемые в совершении терактов
31 мая 2012 СБУ задержало четверых подозреваемых, жителей Днепропетровска::
- Сукачев Виктор Валерьевич, 1978 года рождения, преподаватель университета, кандидат философских наук;
- Федоряк Виталий Витальевич, 1977 года рождения, программист;
- Просвирнин Лев Владимирович 1979 года рождения, сосед Сукачева по лестничной клетке;
- О существовании четвёртого подозреваемого (Дмитрия Ревы, 1975 г.р., одногруппника Сукачева по учёбе в университете) СБУ не знала, его впоследствии указали названные трое человек.[50]

Виктор Сукачев (по некоторым данным — организатор схемы со взрывами и последующим вымогательством денег) действительно являлся преподавателем днепропетровского вуза, что было подтверждено его ректором.

Сукачев прошел конкурс на вакантную должность и с ноября 2011 года работал старшим преподавателем на полставки на кафедре политологии ДНУ. Обидно, что рядом с нами полгода был такой циничный, жадный к деньгам, даже за счет здоровья других, человек. Нам всем не посчастливилось с членом нашего общества, и, к сожалению, сотрудникам и студентам — с членом коллектива, «волком в овечьей шкуре».— Николай Поляков, ректор ДНУ 
Однако, некоторые студенты и коллеги Виктора Сукачёва не верят в причастность к преступлению его и остальных подозреваемых.

Или я вообще не разбираюсь в людях, или с обществом происходит что-то ужасное. Мы познакомились ещё в студенческие годы. Виктор всегда был очень интеллигентным и эрудированным человеком. В любом случае не могу представить его в качестве политически мотивированного и агрессивного террориста. Потому что несмотря на свой огромный рост — почти два метра, и широкие плечи спортсмена-альпиниста, он очень мирный человек. Мне кажется, что никогда, ни с кем не дрался. Он всегда был спокоен, рассудителен, настроен на мирное решение любых конфликтов. И никогда не ругался нецензурной бранью, ибо ещё студентом зарекся.— Виктор Пащенко, доцент кафедры политологии ДНУ 
Также немалое количество горожан и интернет-пользователей склоняются к тому, что правоохранительные органы задержали не тех, не веря в правдоподобность результатов розыскных мероприятий.
8 ноября 2012 года началось слушание дела в Индустриальном районном суде Днепропетровска. После победы Евромайдана, 13 марта 2014 года судом было вынесено постановление об изменении обвинения — в связи с недоказанностью все обвинения с Ревы и Просвирнина были сняты, а сами они отпущены из-под стражи в зале суда. 23 мая 2014 года суд вынес постановление о направлении дела на дополнительное расследование. По мнению суда, действия обвиняемых не были конкретизированы, а досудебное следствие было неполным. 26 сентября 2014 года суд начал повторное рассмотрение дела.